# Franco Bassetti
Franco Bassetti (Romano di Lombardia, 13 gennaio 1928) è un ex calciatore italiano, di ruolo centrocampista o attaccante.

## Carriera
Cresciuto nel Crema, si distinse in due campionati di Serie B col Brescia totalizzando 43 presenze e segnando 12 reti. Con Catania e Verona vinse due campionati cadetti con conseguenti promozioni in Serie A a cui contribuì realizzando rispettivamente 11 e 9 reti, e disputò i due successivi campionati di massima serie, i primi nella storia di entrambe le formazioni.
In carriera ha totalizzato complessivamente 40 presenze e 8 reti in Serie A e 133 presenze e 42 reti in Serie B.

## Palmarès

### Club

#### Competizioni nazionali
- Serie B: 2

Catania: 1953-1954
Verona: 1956-1957